# Buena Vista (Monte Carmelo)
Pour les articles homonymes, voir Buena Vista.
Buena Vista est l'une des trois paroisses civiles de la municipalité de Monte Carmelo dans l'État de Trujillo au Venezuela. Sa capitale est Buena Vista.